# مایک بلش
مایک بلش (انگلیسی :Mike Belshe)، متولد ۱۳۵۰ دانشمند، مخترع و کارآفرین علوم رایانه در آمریکا است. وی در سال (۲۰۰۴–۱۳۸۳) نرم‌افزار لوک اوت (انگلیسی (Lookout (IT security) ایجاد کرد. نرم‌افزار راه اندازی شده درزمینه امنیت گوشی‌ها هوشمند خدمات ارائه می‌دهد؛ و همچنین در سال (۲۰۱۳–۱۳۹۲) وب سایت ارائه خدمت امنیت شبکه بلک چین (انگلیسی Blockchain Security) را تأسیس کرد. او همچنین مخترع پروتکل SPDY و یکی از محققین پروتکل انتقال ابر متن نگارش ۲ (HTTP / 2.0) می‌باشد.
بلش مدرک لیسانس خود را در رشته کامپیوتر از دانشگاه ایالتی پلی تکنیک کالیفرنیا، سان لوئیس اوبیسپو دریافت کرده‌است.
بلش کار خود را در هیولت پاکارد بعد از راه اندازی شرکت Netscape Netscape Corp در دره سیلیکون ولی آغاز نمود و در اولین پروژه خود برروی سرور Netscape Enterprise کار کرد. او بعد از گذراندن زمان در پروژه Netscape Enterprise قبل از تأسیس نرم‌افزار Lookout در سال ۲۰۰۴ با اریک هان به پروژه فناوری خوب پیوست.
وی در سال (۲۰۰۶–۱۳۸۵) به شرکت Google پیوست و جزو اولین مهندسین پروژه Google Chrome می‌باشد وی در بخش تحقیقات پروتکل کار نمود. وی سپس پروتکل SPDY را بنیانگذاری کرد.
بلز در سال (۲۰۱۱–۱۳۹۰) پروتکل SPDY رابه IETF ارسال کرد و همچنین تلاش‌های زیادی برای ساختار سازی استانداردسازی IETF در بخش رمزنگاری در پروتکل بحث و استدلال ساخت.